# Bessie MacNicol
Elizabeth MacNicol, mais conhecida por Bessie MacNicol, (5 de julho de 1869 - 4 de junho de 1904) foi uma pintora escocesa e membro do grupo de artistas Glasgow Girls, afiliada à Glasgow School.